# Kutsal Yesilkagit
Arif Kutsal Yeşilkağit (1970) is hoogleraar bestuurskunde. Hij was van 2015 tot 2018 decaan van de faculteit Governance and Global Affairs van de Universiteit Leiden. Zijn onderzoek betreft de spanning die internationalisering oproept en de gevolgen daarvan op parlementaire controle. Hij richt zich daarin met name op de rol van onafhankelijke marktautoriteiten en hun transnationale netwerken. Yesilkagit is tevens als fellow verbonden aan het Montesquieu Instituut.

## Loopbaan
Yesilkagit studeerde bestuurskunde in Leiden en promoveerde daar in 2001 op het proefschrift Policy Change under Military Rule: The Politics of Clergy Training Colleges in Turkey.

## In de media
Hij is geregeld te gast bij Nieuwsuur als deskundige betreffende de Turkse politiek.

## Publicaties
- A.K. Yesilkagit: De grenzeloze staat. Inaugerele rede, Leiden, 2016. Geen ISBN
- S. Princen & K. Yesilkagit: Tussen Brussel en de polder. De Europeanisering van politiek en bestuur in Nederland. NIG Annual Work Conference Rotterdam, 2004. Open access bij EUR
- Arif Kutsal Yeşilkağit: Policy change under military rule. The politics of clergy training-colleges in Turkey. Proefschrift Universiteit Leiden, 2001.